# Иван Дюлгеров
Иван Георгиев Дюлгеров е български театрален актьор.

## Биография
Роден е в Русе на 15 ноември 1886 г. Започва театралната си кариера в театралната трупа „Напредък“ в Русе и в пътуващия драматичен театър на Стоян Шакле и Христо Илиев през 1905 г. След това работи в „Свободен театър“, „Свободно изкуство“ – трупа на Георги Енфеев, градските театри в Свищов, Русе, Разград, Плевен, Пловдив, Търново, „Модерен театър“ на Георги Донев, Плевенски общински театър „Народна студия“, „Колективен драматичен театър“, „Свободен театър“, Бургаски общински театър, „Нов свят“ на Борис Денизов. От 1936 до 1951 г. е режисьор в Русенския градски театър, с изключение на сезон 1944/1945 г., когато е режисьор в Силистренския театър. Почива на 28 септември 1951 г. в Русе.

## Роли
Иван Дюлгеров играе множество роли, по-значимите са:
- Фон Калб – „Коварство и любов“ от Фридрих Шилер
- Аркашка – „Лес“ от Александър Островски
- Аким – „Силата на мрака“ от Лев Толстой
- Лука – „На дъното“ от Максим Горки
- Исак – „Иванко“ от Васил Друмев
- Генко Гинкин и Мичо Бейзадето – „Под игото“ от Иван Вазов
- Гунчо Митин – „Албена“ от Йордан Йовков[1]